# Arthur Yap
Arthur Cua Yap (Talibon, 10 november 1965) is een Filipijns politicus en bestuurder. Yap was tweemaal minister van Landbouw in het kabinet van president Gloria Macapagal-Arroyo. In 2010 diende hij zijn ontslag in vanwege zijn kandidatuur voor afgevaardigde van het 3e kiesdistrict van Bohol bij de verkiezingen van 2010. Bij deze verkiezingen was hij de enige kandidaat in zijn kiesdictrict en hij won derhalve met 100% van de stemmen.
Yap volgde eerst een studie Management en Economie aan de Ateneo de Manila University. Na het behalen van zijn diploma in 1987 vervolgde hij zijn opleiding met een studie rechten aan dezelfde universiteit. Al tijdens zijn studie werkte Yap bij een advocatenkantoor. Na zijn afstuderen werkte hij van 1992 tot 1995 als advocaat bij een andere kantoor. Van 1998 tot 2001 was hij actief als partner in van Yap Jacinto Jacob Law Office.

## Bron
- (en)  Profiel van Arthur Yap, i-site.ph